# Stormyrtjärnen (Rogsta socken, Hälsingland)
Stormyrtjärnen är en sjö i Hudiksvalls kommun i Hälsingland och ingår i Harmångersån-Delångersåns kustområde.